# Hedwig von Trapp
Hedwig von Trapp, nata Hedwig Maria Adolphine Gobertina von Trapp, (Zell am See, 28 luglio 1917 – Zell am See, 14 settembre 1972), è stata una cantante austriaca naturalizzata statunitense, quinta figlia di Georg Ludwig von Trapp e della sua prima moglie Agathe Whitehead.
Fu un membro dei Trapp Family Singers, la cui vita ispirò gli autori del musical The Sound of Music, trasformato poi nel film omonimo. Ella viene descritta nel personaggio "Brigitta".

## Biografia
Hedwig prese il nome dalla nonna paterna. Trascorse l'infanzia a Zell am See durante la prima guerra mondiale con i fratelli: Rupert von Trapp (1911-1992) Agathe von Trapp (1913-2010), Maria Franziska von Trapp  (1914-2014), Werner von Trapp (1915-2007) e Johanna von Trapp (1919-1994). L'ultima sorella Martina von Trapp (1921-1951) nacque a Klosterneuburg (Austria). La famiglia Von Trapp si trasferì da Zell-am-See a Klosterneuburg, quando la loro casa sul lago, "Kitzsteinhorn", venne invasa dalle acque. Prima di abitare a "Kitzsteinhorn",  i Von Trapp Family vissero in una fattoria chiamata "Erlhof" vicino alla casa della madre di Agathe Whitehad.
Nel 1922 sua madre morì di scarlattina e venne sepolta a Klosterneuburg. A quell'epoca ella aveva cinque anni. Nel 1925 la Von Trapp Family si spostò ad Aigen, un sobborgo di Salisburgo, ed ella frequentò, assieme alle sue sorelle, la scuola presso il convento delle orsoline presente in quella località.
Nel 1927 suo padre, Georg Ludwig von Trapp, sposò Maria Augusta Kutschera (1905-1987), l'istitutrice delle sue sorelle (Maria Franziska e Johanna). Georg e Maria Augusta ebbero tre figli: Rosemarie von Trapp (1929), Eleonore von Trapp (1931), e Johannes von Trapp (1939).
Nell'estate del 1938 la famiglia si trasferì negli Stati Uniti. Hedwig aveva allora venti anni. Cantò come contralto nel coro di famiglia, cantando dentro la cassa armonica di un pianoforte a coda per realizzare gli effetti del jodel. Divenne cittadina degli Stati Uniti nel 1948. Dopo lo scioglimento dei Trapp Family Singers, a seguito della morte del padre, iniziò la carriera di insegnante di canto ad Honolulu, dirigendo un coro di voci bianche, insegnando economia domestica e cucina. Fece visita al suo paese natale nel 1972 e vi morì di asma all'età di 55 anni. La salma ritornò negli Stati Uniti e venne sepolta nei Trapp Family Lodge Grounds, presso la casa di famiglia nel Vermont, vicino al padre e la sorella Martina.